# Paramesotriton zhijinensis
Paramesotriton zhijinensis är en groddjursart som beskrevs av Li, Tian och Gu 2008. Paramesotriton zhijinensis ingår i släktet Paramesotriton och familjen vattensalamandrar. Inga underarter finns listade i Catalogue of Life.